# John Jenkins
Pour les articles homonymes, voir John Jenkins (homonymie) et Jenkins.
John Jenkins, né à Maidstone (Kent) en 1592 et mort à Kimberley (Norfolk) le 27 octobre 1678, est un compositeur et luthiste anglais.

## Biographie
John Jenkins vit à la cour royale, où il se distingue comme virtuose du luth ainsi que d'autres instruments à cordes.
Influencé par le style polyphonique de William Byrd, il annonce dans ses œuvres pour ensemble de violes le style concertant d'Henry Purcell. Il écrit des centaines de fantaisies et de suites pour plusieurs instruments, des sonates en trio pour 2 violons et basse, des ballets et des sarabandes à 5 voix.

## Discographie
- Consort Music for Viols in Six Parts - Hespèrion XX et Jordi Savall (février 1990, Astrée E 8724) (OCLC 883675105 et 48761235)
- Late consort music - Parley of Instruments, Peter Holman (12-14 février 1992, Hyperion CDA66604) (OCLC 27353731)
- Why not here - Music for two lyra-viols, musique de Thomas Ford, Alfonso Ferrabosco II, John Jenkins, John Danyel, Anthony Holborne, Richard Alison et William Lawes, par Friederike Heumann, Hille Perl, Lee Santana et Michael Freimuth (Accent ACC 24317, 2003)
- Fantazia - Ensemble Jérome Hantaï (avril 2004, Astrée/Auvidis 8895) (OCLC 811457288)
- Consort Music of Four Parts - The Spirit of Gambo (16-18 février 2009, Musica Ficta MF8011) (OCLC 739836011)
- Complete four-part consort music - Fretwork (18-20 janvier 2016, 2CD Signum Classics) (OCLC 1089451249)
- Consort Music for Viols in Five Parts - The Spirit of Gambo (2018, SACD Music Ficta MF8030) (Fiche sur medieval.org)